# باري مكولي
باري مكولي (بالإنجليزية: Barry McCauley)‏ هو مغني ومغني أوبرا أمريكي، ولد في 25 يونيو 1950 في ألتونا في الولايات المتحدة، وتوفي في 10 أكتوبر 2001.

## وصلات خارجية
- باري مكولي على موقع ميوزك برينز (الإنجليزية)
- باري مكولي على موقع ديسكوغز (الإنجليزية)